# Ферми-Диракова статистика
Ферми-Диракова статистика у квантној физици, је функција која описује енергетску расподелу честица у систему неинтерагујућих (или врло слабо интерагујућих) фермиона. За разлику од фермиона, неинтерагујући бозони описани су Бозе-Ајнштајновом статистиком.
Последица Ферми-Диракове статистике је Паулијев принцип искључења који се односи само на фермионе, односно честице полуцелог спина као што су електрони, протони, неутрина, кваркови, итд, а не односи се на бозонске честице као што су фотони, мезони, итд. 
На високим температурама и Ферми-Диракова и Бозе-Ајнштајнова статистика дају исте класичне резултате у складу са Болцмановом статистиком.

## Историја
Ферми-Диракова статистика названа је по физичарима Енрику Фермију и Полу Дираку који су је формулисали независно један од другог 1926. године. У то време био је познат само спин електрона, мада не и потпуно прихваћен као нови квантни број, док спин ниједне друге честице није био познат.
Веза између спина и статистике откривена је тек 1940. године у теореми о спину и статистици коју су предложили Фјерз и Паули која фермионима са непарном таласном функцијом приписује Ферми-Диракову статистику, а бозонима са парном таласном функцијом приписује Бозе-Ајнштајнову статистику. Теорема о спину и статистици за бозоне је експериментално потврђена 1995. године, а за фермионе 1999. године.
Откриће да честице полуцелог спина задовољавају Ферми-Диракову статистику довело је до формулисања квантне механике у другој квантизацији, што је значајно олакшало рачун термодинамичких квантно-механичких величина у вишечестичним квантним системима. Ферми-Диракова расподела је објаснила велики број феномена од транспортних особина у металима, до феномена у астрофизици.

## Фермијева функција
Ферми-Диракова расподела описана је Фермијевом функцијом {\displaystyle f(E)} која даје вероватноћу да ће фермион имати енергију {\displaystyle E} на температури {\displaystyle T}:
{\displaystyle f(E)={\frac {1}{1+e^{\frac {E-\mu (T)}{k_{B}T}}}}},
где је {\displaystyle \mu } хемијски потенцијал који зависи од температуре, а {\displaystyle k_{B}} Болцманова константа.

### Лимит на ниским температурама
На ниским температурама хемијски потенцијал (који зависи од температуре) је приближно једнак хемијском потенцијалу на нултој температури {\displaystyle \mu \approx \mu (T=0)}, тако да Фермијева функција {\displaystyle f(E)} има поједностављен облик:
{\displaystyle f(E)={\frac {1}{1+e^{\frac {E-E_{f}}{k_{B}T}}}}},
где је {\displaystyle E_{f}} Фермијева енергија (енергија последњег попуњеног енергетског нивоа на температури апсолутне нуле) која је по дефиницији једнака хемијском потенцијалу на нултој температури {\displaystyle E_{f}\equiv \mu (T=0)}.
Вредност Фермијеве функције на енергијама {\displaystyle E\ll E_{f}} је 1, што значи да су најнижи енергетски нивои потпуно попуњени. На Фермијевој енергији {\displaystyle f(E_{f})={\frac {1}{2}}}. На енергијама које су неколико пута веће од Фермијеве енергије, Фермијева функција експоненцијално опада, што значи да опада вероватноћа да ће енергетских нивои изнад Фермијевог нивоа бити попуњени.
На температури апсолутне нуле {\displaystyle T=0K} Фермијева функција има облик степ функције:
{\displaystyle f(E)={\begin{cases}1,\quad E<E_{f},\\{\frac {1}{2}},\quad E=E_{f}\\0,\quad E>E_{f}\end{cases}}}

### Лимит на високим температурама
На високим температурама хемијски потенцијал, који такође зависи од температуре, је {\displaystyle \mu <0} и важи {\displaystyle |\mu |\gg k_{B}T}, тако да Ферми-Диракова расподела прелази у Болцманову расподелу:
{\displaystyle [e^{\frac {E-\mu }{k_{B}T}}+1]^{-1}\simeq [e^{\frac {E-\mu }{k_{B}T}}]^{-1}=e^{\frac {\mu }{k_{B}T}}e^{\frac {-E}{k_{B}T}}\approx e^{-{\frac {E}{k_{B}T}}}}

## Прва и друга квантизација
Под првом квантизацијом квантне механике подразумева се историјски први опис квантно-механичких система, преко таласне функције. 

### Особине фермионске и бозонске таласне функције
Ферми-Диракова статистика изведена је из особине таласне функције која описује фермионе. Фермионска таласна функција мора бити непарна функција на замену места честицама, односно:
{\displaystyle \Psi (x_{1},x_{2})=-\Psi (x_{2},x_{1})}
за разлику од бозонске таласне функције која је парна функција на замену места, тако да замена места честицама не мења таласну функцију:
{\displaystyle \Psi (x_{1},x_{2})=\Psi (x_{2},x_{1})}